# وویچیخ پشونیاک
وویچیخ پشونیاک (لهستانی: Wojciech Zygmunt Pszoniak؛ ‏ [ˈvɔi̯t͡ɕɛx]؛ زادهٔ ۲ مهٔ ۱۹۴۲ – درگذشته ۱۹ اکتبر ۲۰۲۰) بازیگر اهل لهستان بود. 
از فیلم‌هایی که وی در آن نقش داشته‌است، می‌توان به پرده دو، شر کمتر، جاسوس، با اشک‌های گرمم، اعتصاب، مهمانسرا، چهل‌ساله، برادر الهی ما، المپیک ۴۰، بچه رزماری، پیامد تلخ، هفته مقدس، دانتون، سرزمین موعود، عروسی، نبرد ورشو ۱۹۲۰، شیطان، پیلاطس و دیگران، گهواره و حرکات خطرناک اشاره کرد.